# Équipe d'Islande masculine de basket-ball
Cet article traite de l'équipe masculine. Pour l'équipe féminine, voir Équipe d'Islande féminine de basket-ball.
Maillots
L'équipe d'Islande masculine de basket-ball est l'équipe nationale qui représente l'Islande dans les compétitions internationales masculine de basket-ball. Elle est placée sous l'égide de la Fédération islandaise de basket-ball (KKÍ). L'équipe est affiliée à la FIBA depuis 1959. Son surnom est "Strákarnir okkar", ce qui signifie « Nos garçons ».
L'Islande s'est qualifiée pour l'EuroBasket à trois reprises dans son histoire, l'équipe nationale ayant fait sa première apparition en 2015. Elle a également participé à des tournois européens plus petits, tels que les Jeux des petits États d'Europe.

## Résultats

### Palmarès
| Compétitions mondiales                             | Compétitions continentales                                                                                      |
| -------------------------------------------------- | --- |
| - Jeux olympiques - Néant - Coupe du monde - Néant | - EuroBasket - Néant - Championnat d'Europe des petits pays (2) - Vainqueur en 1988 et 1990 - Troisième en 1994 |

## Parcours aux Jeux olympiques
- 1936 : Non qualifiée
- 1948 : Non qualifiée
- 1952 : Non qualifiée
- 1956 : Non qualifiée
- 1960 : Non qualifiée
- 1964 : Non qualifiée
- 1968 : Non qualifiée
- 1972 : Non qualifiée
- 1976 : Non qualifiée
- 1980 : Non qualifiée
- 1984 : Non qualifiée
- 1988 : Non qualifiée
- 1992 : Non qualifiée
- 1996 : Non qualifiée
- 2000 : Non qualifiée
- 2004 : Non qualifiée
- 2008 : Non qualifiée
- 2012 : Non qualifiée

## Parcours aux Championnats du Monde
- 1950 : Non qualifiée
- 1954 : Non qualifiée
- 1959 : Non qualifiée
- 1963 : Non qualifiée
- 1967 : Non qualifiée
- 1970 : Non qualifiée
- 1974 : Non qualifiée
- 1978 : Non qualifiée
- 1982 : Non qualifiée
- 1986 : Non qualifiée
- 1990 : Non qualifiée
- 1994 : Non qualifiée
- 1998 : Non qualifiée
- 2002 : Non qualifiée
- 2006 : Non qualifiée
- 2010 : Non qualifiée
- 2014 : Non qualifiée

## Parcours en Championnat d'Europe
Voici le parcours  en Championnat d'Europe :
- 1935 : Non qualifiée
- 1937 : Non qualifiée
- 1939 : Non qualifiée
- 1946 : Non qualifiée
- 1947 : Non qualifiée
- 1949 : Non qualifiée
- 1951 : Non qualifiée
- 1953 : Non qualifiée
- 1955 : Non qualifiée
- 1957 : Non qualifiée
- 1959 : Non qualifiée
- 1961 : Non qualifiée
- 1963 : Non qualifiée
- 1965 : Non qualifiée
- 1967 : Non qualifiée
- 1969 : Non qualifiée
- 1971 : Non qualifiée
- 1973 : Non qualifiée
- 1975 : Non qualifiée
- 1977 : Non qualifiée
- 1979 : Non qualifiée
- 1981 : Non qualifiée
- 1983 : Non qualifiée
- 1985 : Non qualifiée
- 1987 : Non qualifiée
- 1989 : Non qualifiée
- 1991 : Non qualifiée
- 1993 : Non qualifiée
- 1995 : Non qualifiée
- 1997 : Non qualifiée
- 1999 : Non qualifiée
- 2001 : Non qualifiée
- 2003 : Non qualifiée
- 2005 : Non qualifiée
- 2007 : Non qualifiée
- 2009 : Non qualifiée
- 2011 : Non qualifiée
- 2013 : Non qualifiée
- 2015 : 21e
- 2017 : 24e

## Effectif
Effectif lors du Championnat d'Europe de basket-ball 2017 :

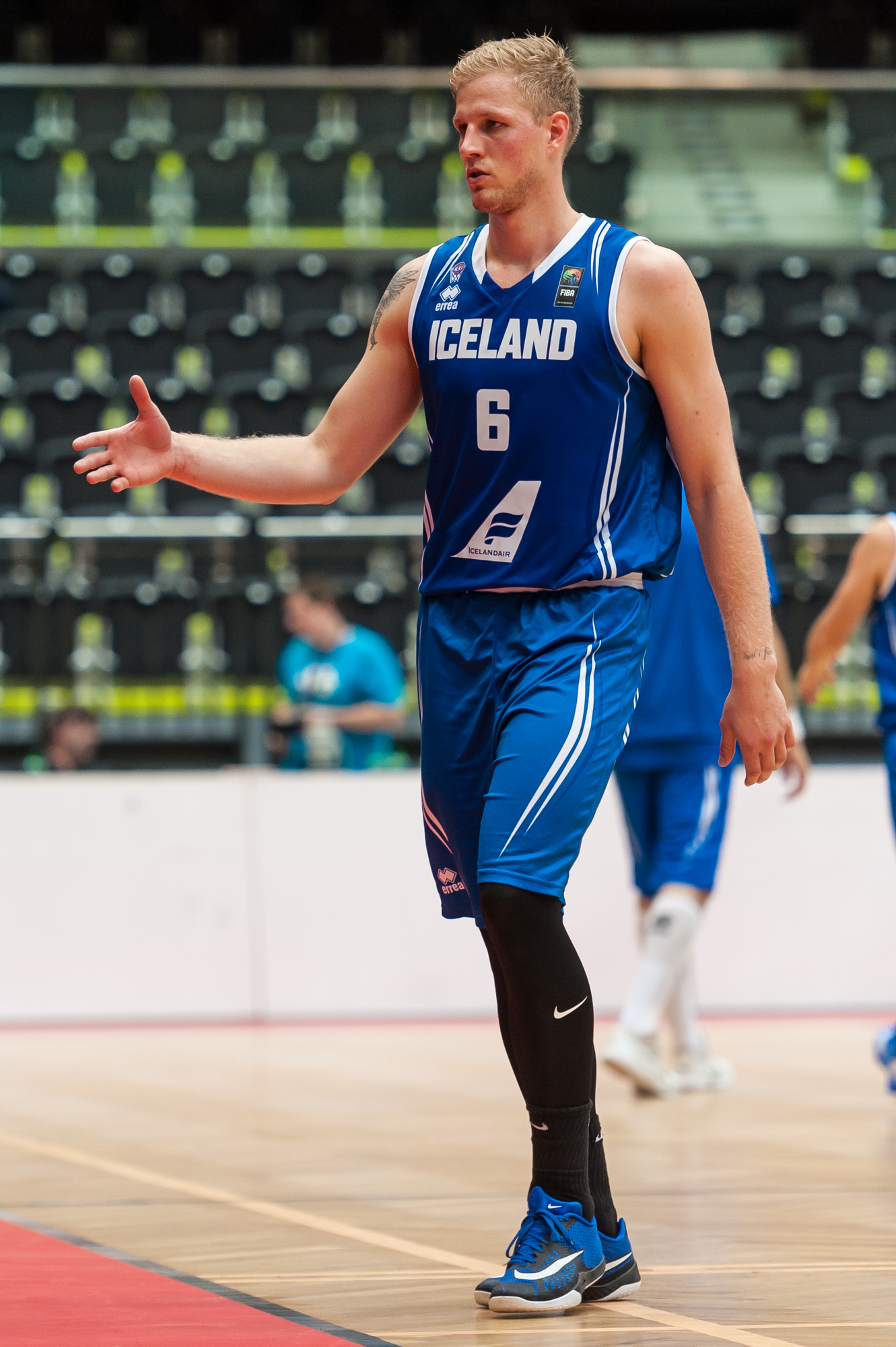
Haukur Pálsson

| Numéro | Joueur                | Poste | Naissance         | Taille | Club 2016-2017                 |
| ------ | --------------------- | ----- | ----------------- | ------ | ------------------------------ |
| 1      | Martin Hermannsson    | PG    | 16 septembre 1994 | 1,91 m | Étoile de Charleville-Mézières |
| 3      | Ægir Steinarsson      | PG    | 10 mai 1991       | 1,82 m | San Pablo Burgos               |
| 6      | Kristófer Acox        | PF    | 13 octobre 1993   | 1,98 m | KR Reykjavik                   |
| 8      | Hlynur Bæringsson     | PF/C  | 6 juillet 1982    | 2,01 m | Stjarnan                       |
| 9      | Jón Arnór Stefánsson  | SG    | 21 septembre 1982 | 1,95 m | KR Reykjavik                   |
| 10     | Elvar Már Friðriksson | PG    | 11 novembre 1994  | 1,82 m | Barry Buccaneers               |
| 13     | Hörður Vilhjálmsson   | SG    | 18 décembre 1988  | 1,94 m | Bondi Ferrara                  |
| 14     | Logi Gunnarsson       | SG    | 5 septembre 1981  | 1,92 m | Njarðvík                       |
| 15     | Pavel Ermolinskij     | PG    | 25 janvier 1987   | 2,03 m | KR Reykjavik                   |
| 24     | Haukur Pálsson        | SF    | 28 mai 1992       | 1,98 m | Rouen Métropole Basket         |
| 34     | Tryggvi Hlinason      | C     | 28 octobre 1997   | 2,16 m | Þór Akureyri                   |
| 88     | Brynjar Þór Björnsson | PG/SG | 11 juillet 1988   | 1,88 m | KR Reykjavik                   |

Sélectionneur :  Craig Pedersen